# Flora Cash
Flora Cash est un groupe suédo-américain, originaire de Stockholm. Ses membres sont Shpresa Lleshaj et Cole Randall. 

## Histoire
Lleshaj, une Albanaise originaire du Kosovo, dont la famille s'est réfugiée en Suède alors qu'elle était enfant pour échapper à la guerre et au conflit dans la région, vivait à Stockholm lorsqu'elle a rencontré Randall, originaire de Minneapolis, sur SoundCloud en 2012. Lleshaj commence à commenter les morceaux que Randall avait postés et les deux découvrent qu'ils appréciaient la musique de l'autre,. Après s'être rencontrés en personne à Minneapolis, ils commencent à travailler ensemble en Suède sous le nom de Flora Cash. Le duo déclare qu'il n'avait jamais révélé l'origine ou la signification de son nom de groupe à qui que ce soit.
Ils publient leur premier EP, Mighty Fine, le 12 décembre 2012. Leur deuxième EP, Made It for You, sort le 13 juin 2013. Cette année-là, Lleshaj et Randall se marient également. Un troisième EP, I Will Be There, suit le 20 septembre 2014.
Après avoir signé avec le label suédois Icons Creating Evil Art en 2015, ils sortent Can Summer Love Last Forever ? en mars 2016. Le mini-LP de sept chansons leur vaut des nominations pour deux prix GAFFA, en tant qu'artiste suédois de l'année et nouveau venu suédois de l'année. 
Le 24 octobre 2024, Flora Cash sort son quatrième album studio, Behind Every Beautiful Things. Il est salué comme leur œuvre la plus émotionnelle à ce jour, Chris Buxton de Banger of the Day l'appelant « leur magnum opus », Ben McCoy de UNXIGNED le décrit comme « une masterclass dans la narration émotionnelle », tandis que Helena Lynch du magazine Voxwave souligne sa nature intime et confessionnelle, déclarant : « Il mélange des révélations honnêtes et une ironie amère, de l'espoir, souvent trompeur, et des doutes subtils. Chaque morceau équilibre les contrastes, presque comme si le paradis et l'enfer marchaient main dans la main ».

## Discographie

### Albums studio
- 2017 : Nothing Lasts Forever (And It's Fine)
- 2020 : Baby, It's Okay
- 2021 : Our Generation

### Mini-albums
- 2016 : Can Summer Love Last Forever?

### EP
- 2012 : Mighty Fine
- 2013 : Made It for You
- 2014 : I Will Be There
- 2019 : Press